# Paszczyna (gmina)
Paszczyna (od 1949 Brzeźnica) – dawna gmina wiejska istniejąca w latach 1934–1948 w woj. krakowskim i rzeszowskim (dzisiejsze województwo podkarpackie). Siedzibą władz gminy była Paszczyna.
Gmina zbiorowa Paszczyna została utworzona 1 sierpnia 1934 roku w powiecie ropczyckim w woj. krakowskim z dotychczasowych jednostkowych gmin wiejskich: Brzeźnica, Brzezówka, Lubzina, Paszczyna, Pustków, Sepnica i Skrzyszów. 1 kwietnia 1937 roku powiat ropczycki został zniesiony, a z jego terytorium utworzono powiat dębicki.
Po wojnie gmina Paszczyna (wraz z całym powiatem dębickim) weszła w skład nowo utworzonego woj. rzeszowskiego. 1 stycznia 1949 roku gmina została zniesiona, po czym z jej obszaru utworzono gminę Brzeźnica z siedzibą w Brzeźnicy.